# Maria Ciobanu
Maria Ciobanu, nata Maria Diaconu (Roșiile, 3 settembre 1937), è una cantante e paroliera rumena di musica popolare soprannominata Ciorcârlia.

## Biografia
Nasce nel villaggio di Hotăroaia, comune di Roșiile nel distretto di Vâlcea, figlia di Nicoliţa e Ion Ciobanu. Nel 1962, solo lei e Irina Loghin tra 400 iscritti superano il concorso per due posizioni presso l'Ensemble "Ciocârlia" del Ministero dell'interno a Bucarest. Maria Lătărețu, che fa parte della giuria, esclama: 
Ha fatto parte del gruppo "Doina Ilfovului".
Il suo repertorio comprende più di 700 canzoni registrate per case discografiche rumene, jugoslave e olandesi, per la radio romena e la TV. Alcune delle sue famose canzoni sono: „Lie ciocârlie”, „Aurelu’ mamei”, „Doar o mamă poate ști”, „Spune-mi neică-adevărat”, „Cei mai frumoși ani ai mei”, „Ce n-aș da să mai fiu mică”, „Roată, roată...”  e così via.
Per molte di loro ha anche scritto le parole.

### Vita privata
È stata sposata tre volte: in giovane età con un suo concittadino, addetto alla conduzione di trattori agricoli, morto nel 1994 con il quale ha avuto la figlia Leontina Văduva, soprano nata nel 1960 e residente a Parigi. In seconde nozze ha sposato Florea Burnea, suonatore di flauto di Pan nell'Ensemble "Ciocârlia" che le ha dato la figlia Camelia Filip (anche lei cantante) e dal 1981 con l'ex marito di Ileana Sărăroiu, il giocatore professionista di pallacanestro Mircea Câmpeanu.
Dalla sua storia d'amore con il cantante rumeno Ion Dolănescu (morto nel 2009), con il quale aveva rotto i rapporti dopo 4 anni di relazione, fino alla rappacificazione del 2004, è nato il figlio Ionuț (cantante), vissuto con il padre. Insieme all'attuale marito passa molti mesi all'anno negli Stati Uniti di cui entrambi sono cittadini, dividendosi tra la California dove vive la figlia Camelia e Florida dove abita Ionuț.

## Discografia parziale
- Neică dorul dumitale (1965)
- M-a prins dorul de Mărin (1965)
- Lângă apa Jiului (1965)
- Lasă, lasă, măi neicuță (1965)
- Șarpe, șarpe de dudău (1967)
- Iese-n codri firul ierbii (1967)
- La tulpina fagului (1967)
- Plânge codrul și iarba'' (1967)
- Amărâtă turturică (1968)
- Mă suii în deal la vii (1968)
- Toată lumea zice-așa (1969)
- Între Jiu și-ntre Olteț (1974), LP
- În vale la noi la Olt (1975), LP
- Țară nouă, cântec nou (1975), LP
- Cântă inimă și spune (1977), LP

## Riconoscimenti
- 2 volte il Disco d'oro
- Crucea națională Serviciul Credincios, classe III (29 novembre 2002) conferita dal Presidente della Romania Ion Iliescu[5]
- Ordinul Meritul Cultural (7 februarie 2004), grado di Gran Cavaliere, Categoria D - "Arte dello Spectacolo"
- Ambasciatrice della Romania presso le Nazioni Unite (4 giugno 2008)[6]
- Cavaleire dell'Ordine della Corona (2014) conferito dalla principessa Margherita di Romania a nome del re Michele I durante una cerimonia svolta al Castello di Peleș a Sinaia[7]